# Grimizni očist
Grimizni očist (grimizna očist, rumeni očist, lat. Sideritis romana subsp. purpurea; sin. Sideritis purpurea), polugrma iz porodice usnača, podvrsta je rimske očisti, rašireno u Hrvatskoj, Grčkoj i Albaniji.
Prvi puta opisana je kao Sideritis purpurea po materijalu sakupljenom na otoku Krfu